# Lazard
Lazard Ltd (anteriormente conocida como Lazard Frères & Co.) es una empresa de gestión de activos y asesoramiento financiero que se dedica a la banca de inversión, la gestión de activos y otros servicios financieros, principalmente con clientes institucionales. Es el banco de inversión independiente más grande del mundo, con oficinas ejecutivas principales en la ciudad de Nueva York, París y Londres.
Lazard se fundó en 1848 y opera desde más de 41 ciudades en 26 países de América del Norte, Europa, Asia, Australia y América Central y América del Sur. La firma brinda asesoría en fusiones y adquisiciones, asuntos estratégicos, reestructuración y estructura de capital, levantamiento de capital y finanzas corporativas, así como servicios de administración de activos a corporaciones, sociedades, instituciones, gobiernos e individuos. En 2023, Lazard celebra su 175.º año en el negocio.

## Descripción general del negocio

### Asesoramiento financiero
Lazard asesora a clientes en una amplia gama de cuestiones estratégicas y financieras. Estos pueden incluir asesoramiento sobre la posible adquisición de otra empresa, negocio o ciertos activos, o sobre la venta de ciertos negocios, activos o una empresa completa. La firma también asesora sobre alternativas a la venta, como recapitalizaciones, empresas derivadas, escisiones parciales y separaciones. Para empresas en dificultades financieras o sus acreedores, Lazard asesora en todos los aspectos de la reestructuración. La firma ha asesorado en muchas de las asignaciones de reestructuración más grandes a raíz de la crisis financiera mundial que comenzó a mediados de 2007. Lazard también asesora sobre estructura de capital y obtención de capital. El asesoramiento sobre estructura de capital incluye la revisión y el análisis de alternativas estructurales y la asistencia en la planificación a largo plazo. El asesoramiento para la obtención de capital incluye la financiación del mercado público y privado. El grupo asesor soberano de Lazard asesora a gobiernos y entidades soberanas sobre cuestiones políticas y financieras.

### Gestión de activos
El negocio de gestión de activos de Lazard proporciona servicios de gestión de inversiones y asesoramiento financiero a clientes institucionales, intermediarios financieros, clientes privados y vehículos de inversión en todo el mundo. La firma administra activos en nombre de clientes institucionales ( corporaciones, sindicatos, fondos públicos de pensiones, fondos patrimoniales, fundaciones, compañías de seguros y bancos; y a través de relaciones de subasesorería, patrocinadores de fondos mutuos, corredores de bolsa y asesores registrados y clientes individuales. (principalmente oficinas familiares y personas de alto patrimonio).

## Localización de las oficinas
El banco opera desde más de 41 ciudades en 26 países.
- Amsterdam
- Beijing
- Bruselas
- Bogotá
- Burdeos
- Boston
- Buenos Aires
- Charlotte
- Chicago
- Dubái
- Dublín
- Frankfurt
- Hamburgo
- Múnich
- Hong Kong
- Houston
- Londres
- Los Ángeles
- Luxemburgo
- Lyon
- Manama
- Madrid
- Melbourne
- Ciudad de México
- Milán
- Minneapolis
- Montreal
- Nantes
- Nueva York
- Ciudad de Panamá
- París
- Riad
- San Francisco
- São Paulo
- Santiago
- Seúl
- Singapur
- Estocolmo
- Sídney
- Tokio
- Toronto
- Zúrich

En París, las oficinas de Lazard se ubicaron sucesivamente en 17, boulevard Poissonnière (1885-1907); 5-7, calle Pillet-Will (1907-1979); 141, bulevar Haussmann (1979-2020); y 175, boulevard Haussmann (desde septiembre de 2020).
La sede de Lazard en la ciudad de Nueva York abarca los pisos superiores de 30 Rockefeller Plaza, incluyendo lo que solía ser la habitación 5600 , las antiguas oficinas de la dinastía de la familia Rockefeller.

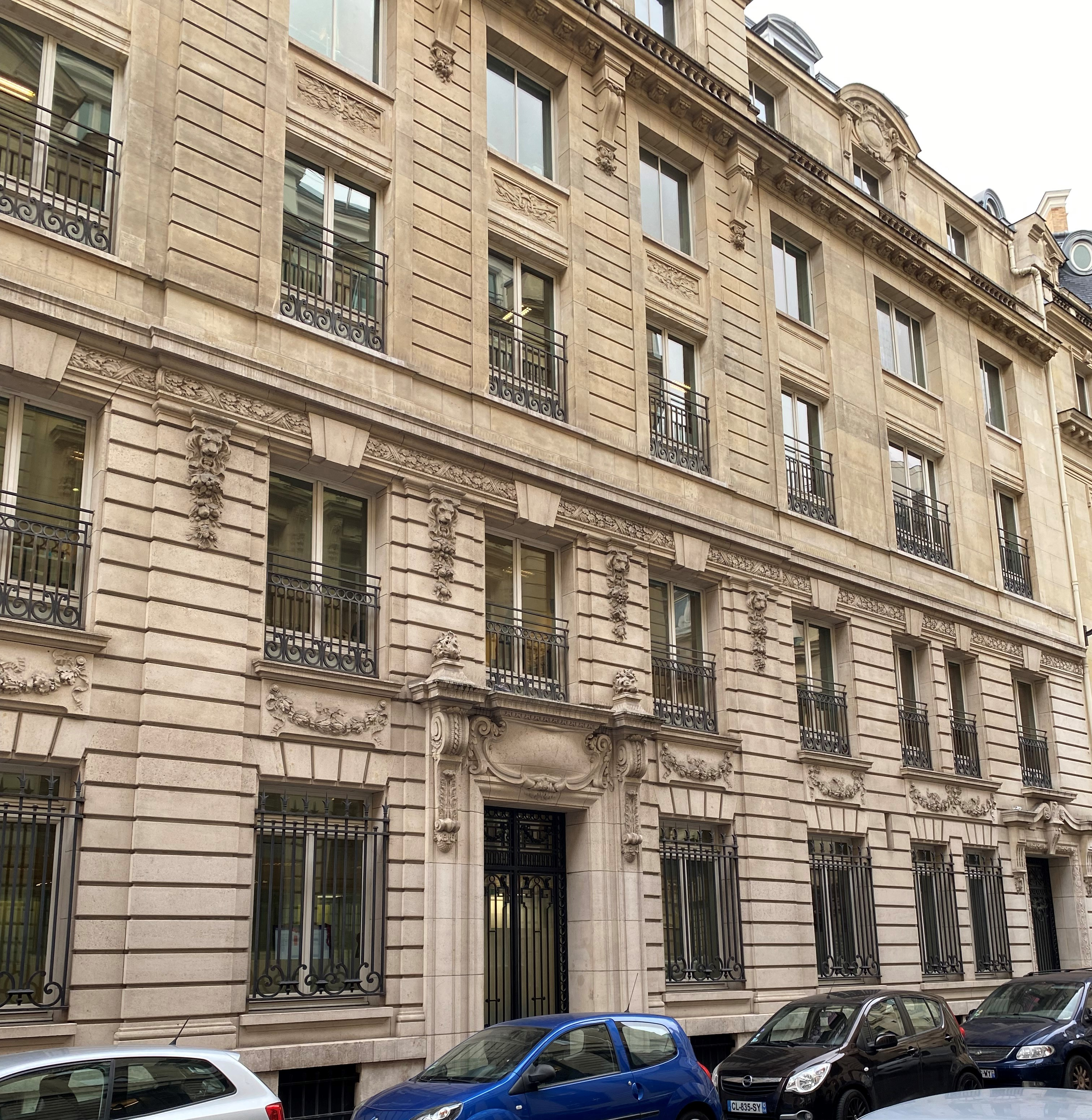
5-7, rue Pillet-Will, Paris
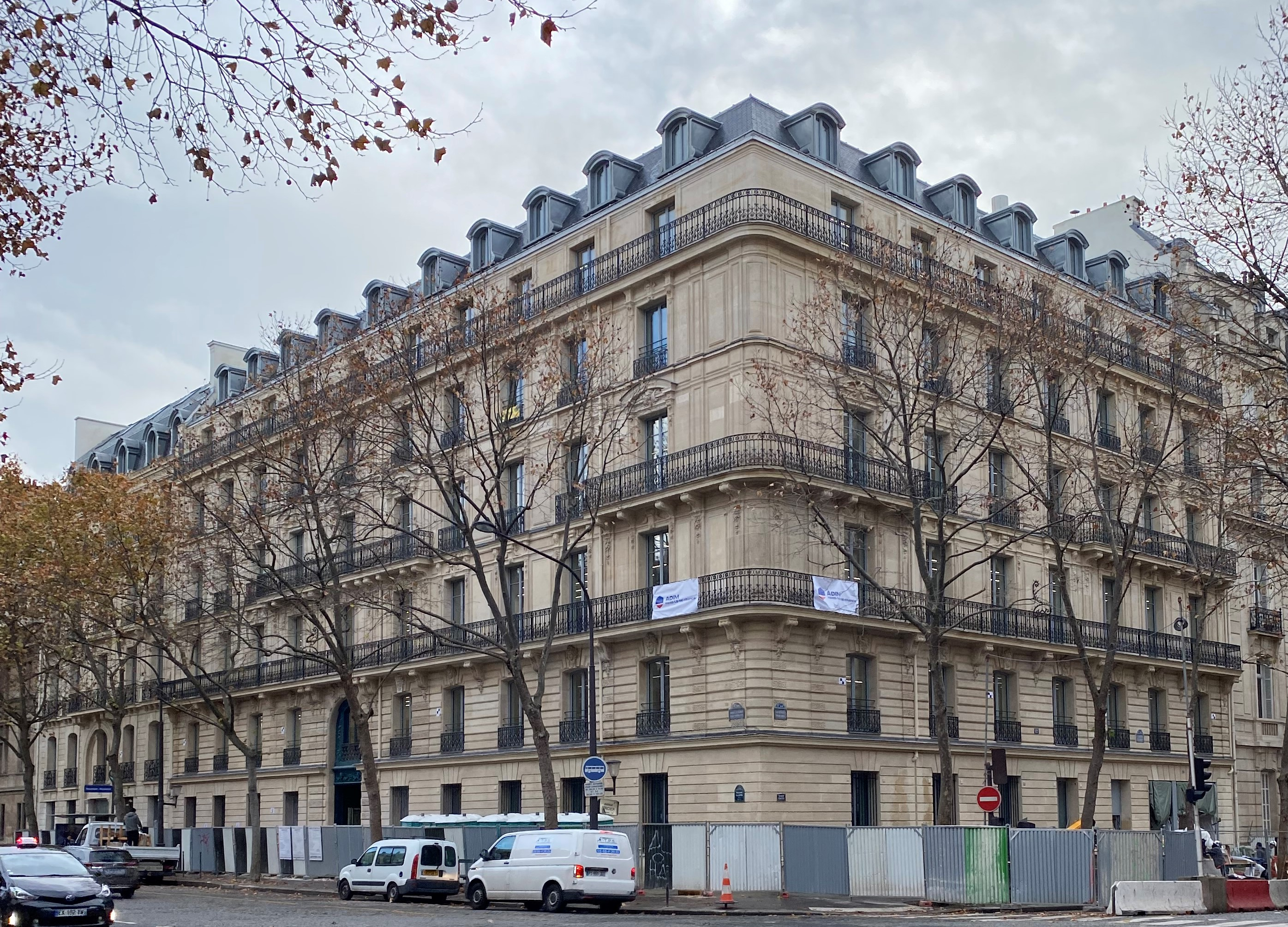
121, boulevard Haussmann, Paris
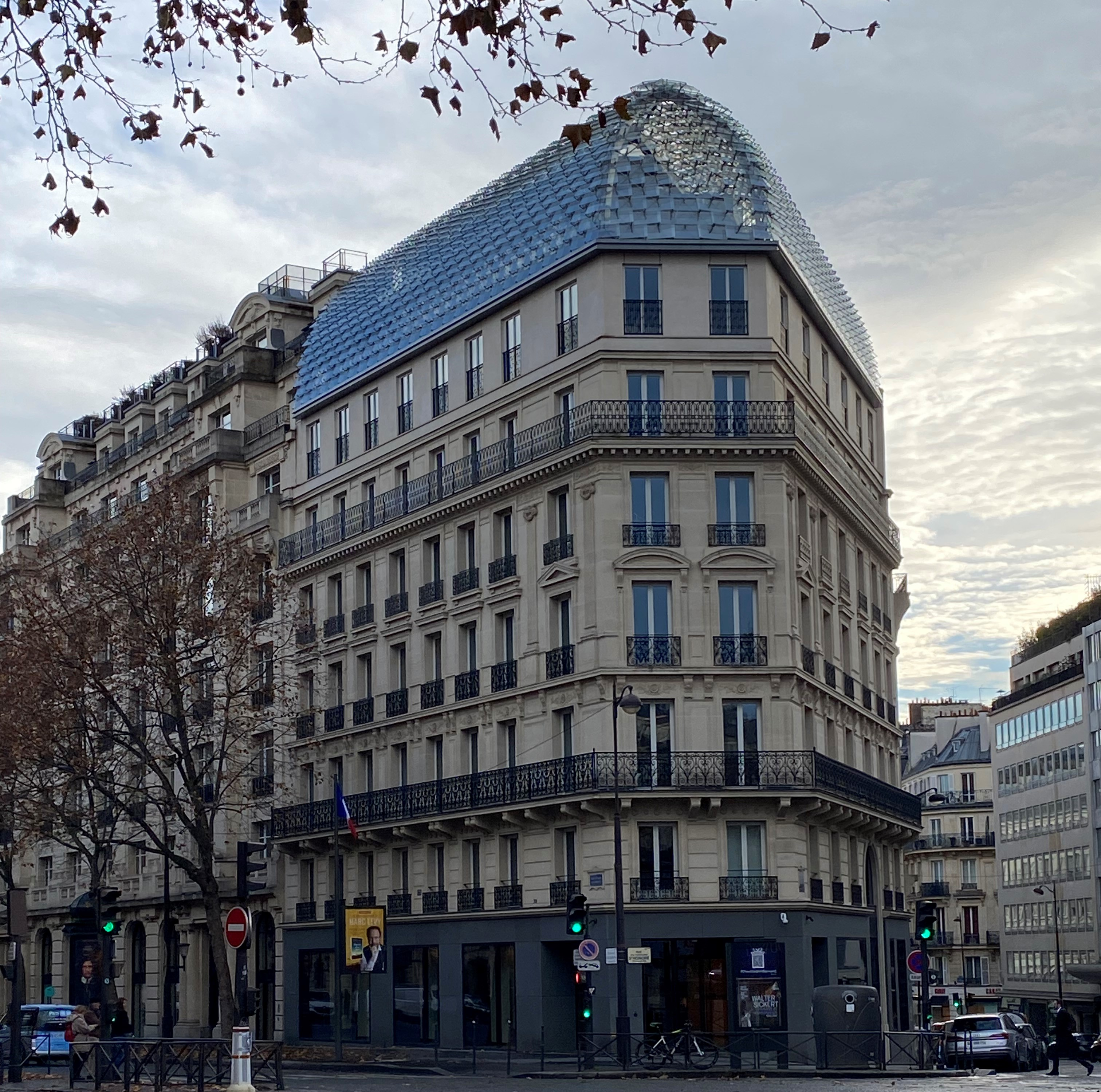
175, boulevard Haussmann, Paris